# Simizu S-Pulse
A Simizu S-Pulse  (japánul: 清水エスパルス, hepburn-átírásban: Shimizu Esuparusu) egy japán labdarúgóklub, melynek székhelye Simizu-kuban, Sizuoka prefektúrában található. A klubot 1991-ben alapították és a J. League Division 2-ben szerepel.
2000-ben elhódították a Kupagyőztesek Ázsia-kupája serlegét, ami a legjelentősebb eredményüknek számít. A döntőben az iraki Al-Zavra csapatát győzték le 1–0-ra Ikeda Sóhei góljával. 
Hazai mérkőzéseinek a IAI Stadion Nihondaira ad otthont. A stadion 20 248 néző befogadására alkalmas. A klub hivatalos színei a narancssárga és a fehér. Legnagyobb riválisuk a Júbilo Ivata.

## Sikerlista
- Kupagyőztesek Ázsia-kupája győztes (1): 1999–2000

## Ismert játékosok
- Alex
- Fudzsimoto Dzsungo
- Haszegava Kenta
- Icsikava Daiszuke
- Itó Terujosi
- Morioka Rjúzó
- Okazaki Sindzsi
- Ono Sindzsi
- Szaitó Tosihide
- Szavanobori Maszaaki
- Takahara Naohiro
- Taszaka Kazuaki
- Toda Kazujuki
- Alex Brosque
- Ronaldão
- An Dzsonghvan
- Igor Cvitanović
- Frode Johnsen
- Daniele Massaro
- Fredrik Ljungberg
- Milivoje Novakovič
- Mark Bowen